# Église Saint-Saturnin de Coussac-Bonneval
Pour les articles homonymes, voir Église Saint-Saturnin, Coussac et Bonneval.
L'église Saint-Saturnin est une église catholique située à Coussac-Bonneval, en France.

## Localisation
L'église est située dans le département français de la Haute-Vienne, sur la commune de Coussac-Bonneval.

## Historique
L'église date du XVe siècle.
L'édifice est inscrit au titre des monuments historiques le 30 mars 1978.